# Луис Колон де Толедо
Луис Колон де Толедо или Луис Колон-и-Толедо или Луис Колон-и-Альварес де Толедо (1522, Санто-Доминго — 29 января 1572, Оран) — испанский дворянин, сын Диего Колумба и внук Христофора Колумба, который носил титулы 1-го герцога Верагуа, 1-го маркиза Ямайки (1537—1572), 3-го великого адмирала и старшего аделантадо Индий (1526—1572), 1-го герцога де ла Вега (1557—1572), губернатора генерал-капитанства Санто-Доминго (1542—1551).

## Биография

### Ранние годы и карьера
Луис Колон родился в Санто-Доминго на острове Гаити (Эспаньола) в 1522 году. Старший сын Диего Колона (1474/1480 — 1526), который служил вице-королем Индий (1511—1526). Его матерью была Мария де Толедо или Мария Альварес де Толедо-и-Рохас (ок. 1490—1549), дочь Фернандо Альвареса де Толедо и Энрикеса и Марии де Рохас и Перейра.
Во время его несовершеннолетия состоялась сделка и арбитраж, положившие конец тяжбам в семье потомков Колумба, и в 1537 году он получил от испанской короны титул 1-го герцога Верагуа и территориальное владение в шестьсот двадцать пять квадратных лье, сделанное вверх земель древней Верагуа и Кастилья-дель-Оро. Первый герцог также унаследовал большое сахарное поместье по отцовской линии. Он также был удостоен наследственного достоинства маркизата Ямайки, будучи первым сеньором этого острова.
Детство и юность провел в Испании, где и получил образование.
С 1542 по 1551 год Луис Колон был капитаном-генералом Эспаньолы. В его управление на острове Эспаньола в 1545 году произошло восстание рабов, с которым он не смог справиться.
Позже вице-король Перу Педро де ла Гаска утверждал, что Луис Колондн Толедо помог восстановить власть испанской короны в Перу, где происходило несколько гражданских войн. Таким образом, Луис Колон отправил туда армию, чтобы содействовать прекращению междоусобиц. В награду за его услуги де ла Гаска заплатил ему пятнадцать тысяч золотых песо.
Всю оставшуюся жизнь он защищал свои личные интересы от испанской королевской семьи. Таким образом, хотя он был наследником имущества своего дяди Фернандо Колона, ему не удалось унаследовать его огромную библиотеку, поскольку он пожертвовал её собору Севильи. Хотя он подал иск, чтобы получить его, ему это не удалось из-за существующего признания пожертвования, сделанного Фернандо.
Герцог организовал несколько экспедиций для установления своей власти в провинции Верагуа, но все они потерпели неудачу из-за сопротивления коренных жителей и негостеприимного характера местности, а в одной из них погиб его брат Франсиско Колон.
Он отказался от своего территориального господства в обмен на годовой доход, хотя и сохранил за собой титулы герцога Верагуа и маркиза Ямайки, а 16 марта 1557 года также получил почётный титул герцога де ла Вега (Герцог Вега де ла Исла де Санто-Доминго). Рента герцогства Верагуа выплачивалась его потомкам до 1898 года.
Территория герцогства Верагуа стала в 1560 году провинцией Верагуа, находящейся под юрисдикцией Королевской аудиенсии Панамы.
С другой стороны, Луис Колон пытался продать в 1554 году первый бортовой журнал, который написал его дед Христофор Колумб, но его коммерческий бизнес потерпел неудачу, и рукопись была утеряна. Ему действительно удалось продать «Историю адмирала Кристобаля Колона», написанную его дядей Фернандо, Бальяно де Форнари, который вскоре опубликовал ее в Венеции.

### Семейные проблемы
Луис Колон женился на Марии де Ороско в 1542 году. Однако узы были признаны недействительными в судебном порядке, несмотря на то, что они произвели потомство.
В сентябре 1546 года он женился на Марии де Москера-и-Пасамонте из прихода Скинии Доминиканского собора, имея с ней двух дочерей. Это был единственный брак Луиса, который считался действительным.
В 1554 году он пытался жениться на Ане де Кастро Осорио, дочери графов Лемос, с которой он познакомился в Вальядолиде, утверждая, что он не был женат, поскольку недействительность его брака с Марией де Ороско еще не была установлена, а значит, не ценил его брак с Марией де Москера. После того, как его прошение было отклонено в Риме, его обвинили в двоежёнстве. Брачный процесс затянулся и длился много лет. Луис Колон был заключен в тюрьму сначала в Аревало, а затем в Медина-дель-Кампо и Симанкас. Именно в этом муниципалитете он встретил дворянина Сан-Франциско де Борха, благодаря чему он решил признать Марию де Москера своей единственной женой. Однако у него все еще были проблемы, вызванные более поздними ссылками.
В 1563 году Луис Колон де Толедо был приговорен к десяти годам ссылки в североафриканский город Оран, испанскую цитадель на территории современного Алжира. В это время он находился в Мадриде, поэтому решил обратиться в Совет Кастилии и, подкупив тюремщиков, где он находился в заточении, сумел бежать.
После этого он женился в четвертый раз 9 сентября, женившись на Ане де Кастро, от которой у него преждевременно родилась девочка, которая умерла через несколько месяцев.
Луис Колон снова был заключен в тюрьму и начал завязывать любовные отношения с Луизой де Карвахаль, которая также забеременела, из-за чего, родив сына Луиса Колона 26 мая 1565 года, ему пришлось жениться на ней, хотя и тайно.
Луис Колон был окончательно сослан в Оран в 1567 году, где он умер пять лет спустя, будучи похоронен в монастыре Сан-Франциско в этом городе. Позже, в неизвестную дату, его останки были перенесены на остров Эспаньола, в пантеон Колумба в соборе Санто-Доминго.